# Platycoryne protearum
Platycoryne protearum är en orkidéart som först beskrevs av Heinrich Gustav Reichenbach, och fick sitt nu gällande namn av Robert Allen Rolfe. Platycoryne protearum ingår i släktet Platycoryne och familjen orkidéer.

## Underarter
Arten delas in i följande underarter:
- P. p. protearum
- P. p. recurvirostrum